# 清盛 (小惑星)
清盛（きよもり、4375 Kiyomori）は、小惑星帯にある小惑星である。
1987年2月、新島恒男と浦田武が群馬県尾島町（現・太田市）で発見した。

## 名称
平安時代末期に平家一門を率いた武将・政治家である平清盛（1118年 - 1181年）にちなむ。
浦田は、(3585) 後白河や (3902) 頼朝、(3178) 義経など、多くの小惑星に『平家物語』に登場する平安時代末期（保元・平治の乱から源平合戦にかけて）の人物の名を付けている。浦田が命名した平家関連の小惑星には、
- (4374) 忠盛：父
- (4945) 池禅尼：継母
- (4959) 二位尼：妻
- (5242) 建礼門院：娘
- (4376) 重盛：長男
- (4377) 維盛：孫
- (4402) 経盛：弟
- (4488) 時忠：義弟

がある（続柄は清盛基準）。小惑星番号4374から4377まで、平家の親子四代が連なっている。